# Премия «Моя планета»
Премия «Моя Планета» — национальная премия за открытия в области путешествий. К участию допускаются яркие инновационные проекты, которые способствуют развитию туристической индустрии России, создают комфортные условия для поездок и мотивируют людей на открытия и познание. Инициатором и организатором Премии является телеканал «Моя планета» — главный российский познавательный телеканал о путешествиях, науке, истории и людях.
Премия вручается ежегодно с 2011 года. Награждение проходит в городе Москва. Почетной наградой для каждого лауреата становится символическая статуэтка в виде воздушного шара, покрытого золотом и серебром.

## Лауреаты премии «Моя Планета 2012»
На победу в премии претендовали 110 участников, заявленных в 13 номинациях.
- Лучший городской отель: Lotte Hotel в Москве.
- Лучший курортный отель: Plaza Spa в Железноводске.
- Лучший сервис «на земле» и «в небе»: Lufthansa.
- Лучшая рекламная кампания: S7.
- Лучший блог о путешествиях: Сергей Доля.
- Лучшая радиопрограмма о путешествиях: Александр Бунин.
- Лучшее мобильное приложение для путешествий: аудиогид «Вокруг света».
- Лучший регион для путешествия по России: Алтайский край.
- Лучший интернет-ресурс: форум Сергея Винского.
- Лучший сервис по продаже готовых туров: Weekends Travel.
- Лучшее печатное СМИ о путешествиях: National Geographic Traveler.
- Лучший сервис по поиску и бронированию авиа и ж/д билетов: Skyscanner.ru
- Лучший сервис по бронированию жилья: Hotels.com.

В рамках Премии «Моя планета 2012» предусмотрен ряд специальных призов:
- Спецприз жюри премии «За вклад в развитие туризма России»: Сергей Шпилько.
- Специальный приз телеканала «Человек Планеты»: 31 КП.
- Специальный приз «Прорыв года»: hrs.com.
- Специальный приз РГО «Лучшему региону для необычных путешествий по России»: Чукотский автономный округ.
- Специальный приз «За комплексную поддержку эко-философии в гостиничном бизнесе»: экоотель «Романов лес».
- Специальный приз от издательства «Вокруг света» за лучшую карту:Aviasales.ru.

Награждение вели Анастасия Чернобровина и Андрей Петров.

## Лауреаты премии «Моя Планета 2013»
На победу в премии претендовали 449 участников, заявленных в 18 номинациях
- Радиопрограмма о путешествиях: «Бон вояж» Александра Бунина.
- Информационный ресурс, связанный с путешествиями: «Вокруг света»
- Телепрограмма о путешествиях: «Непутевые заметки»
- Документальный фильм о путешествии по России: «„Честная игра“: Можно ли доехать автостопом до моря»
- Блог о путешествиях: MyTravelBaby
- Брендинг региона России: «Планета Якутия»
- Сервис по поиску и бронированию авиа- и ж/д билетов: Anywayanyday
- Сервис по поиску и бронированию апартаментов и отелей: Booking.com
- Мобильное приложение для путешествий: Booking.com
- Тематический отдых: Excursiopedia.com
- Перспектива: «Этномир»
- Сервис на земле и в небе: Singapore Airlines
- Искусство гостеприимства: Lotte Hotel Moscow
- Лучший регион для путешествий по России: Алтайский край
- Фото о путешествиях: Мария Коломыцева («Закат. Воронежская область»)
- Видео о путешествиях: Никита Истомин («Я где-то рядом»)
- Рассказы о путешествиях: Анна Сазанова (Море)(«Ликийская тропа. Путь на Олимп»)
- Вещь года: фото любимого человека (предложил Павел Васьков)

В рамках Премии «Моя планета 2013» предусмотрен ряд специальных призов:
- Специальный приз за инновации в области экологического туризма: отель «АлтикА»
- Специальный приз жюри за вклад в развитие отрасли: Ирина Вадимовна Тюрина
- Специальный приз «Прорыв года!» за доступные для России авиарейсы: EasyJet
- Специальный приз РГО «Лучший регион для развития познавательного туризма»: Московская область
- Специальный приз от журнала «Вокруг света» за возможность совершить кругосветное путешествие за один день: «Этномир»
- Специальный приз «Человек планеты»: Николай Дроздов
- Специальный приз за популяризацию российского туристического продукта: Пьер Кристиан Броше
- Специальный приз за вклад в развитие туристического имиджа Москвы: радиопрограмма «Прогулки по Москве»

## Лауреаты премии «Моя Планета 2014»
На победу в премии претендовали 800 участников, заявленных в 20 номинациях.
Награждение состоится 1 декабря 2014 на сцене московского театра Et Cetera.
На сегодняшний день известны победители в двух номинациях:
- Лучший репортаж о путешествиях: Денис Доропей с работой «Самый лучший поход на Байкал».
- Лучший видеорепортаж о путешествиях: Владимир Друганов Архивная копия от 16 сентября 2016 на Wayback Machine с работой «Сила мечты. Кругосветка в 21 год»

## Лауреаты премии «Моя Планета 2015»
В 2015 г. Премия расширила круг номинаций, адресованных путешественникам. В общей сложности более 3000 человек подали заявки на премию.
Лауреатов премии впервые в истории премии выбрали открытым голосованием на сайте moya-planeta.ru, а не с помощью жюри, как это было в прошлые годы. Проголосовать за понравившийся репортаж мог любой участник клуба «Моя Планета».
Среди новых номинаций 2015 г. — «Кандидат в путешественники». На эту номинацию можно было номинировать своих друзей, знакомых, родственников. Для участия в номинации было необходимо выслать фото кандидата и рассказать, почему этот человек должен отправиться в путешествие.
Премия «Моя Планета» также отметила инновационные проекты туристической отрасли, которые делают самостоятельные путешествия проще. Победителями в номинации "Специальный приз от телеканала «Моя Планета» стали пять компаний. Приз получила авиакомпания «Победа» за акцию «дешевле ещё не было: тариф 1 рубль». Специальным призом «Моя Планета» отметила компанию «Яндекс» за мобильное приложение «Прогулки» — новый удобный путеводитель по городам России. Google тоже получил диплом за новый сервис по поиску авиабилетов Google flights. Специальный приз премии достался также мобильному приложению для срочной брони отелей Hotel Tonight. За продвижение и развитие региона «Моя Планета» отметила Грузию (диплом будет отправлен в компанию «Секция интересов Грузии»).
Все лауреаты премии «Моя Планета — 2015 Архивная копия от 24 сентября 2016 на Wayback Machine».